# Straža
 Ovo je glavno značenje pojma Straža. Za druga značenja pogledajte Straža (razdvojba).
Straža je naziv za naoružanu policijsku ili vojnu postrojbu čija je zadaća fizičko osiguravanje, odnosno čuvanje zgrada i drugih građevina, materijalnih sredstava i ljudi, posebice državnika ili crkvenih velikodostojnika (primjerice pape, poglavara ili premijera kakve države i sl.).
Straži je vrlo srodan pojam garda (od fr. garde = stražar), koji je prvotno bio naziv za osobnu tjelesnu stražu ili pratnju vladara države ili vrhovnoga zapovjednika vojske. Kasnije se taj naziv počeo rabiti i za posebnu vrstu borbene postrojbe. U nekim se vojskama taj naziv dodjeljuje kao počasni naziv pojedinim postrojbama za izvanredne ratne uspjehe. Napoleon I. Bonaparte je sa svojom Carskom gardom (fr. Garde Impériale) prvi potaknuo razvoj garde kao elitne postrojbe.
Švicarska garda, utemeljena davne 1505., papinska je tjelesna i počasna straža: ona nadzire sve ulaze u Vatikanski Grad te je zadužena za sigurnost Apostolske palače i pape.

## Ostala značenja
U brodostrojarstvu se pod pojmom straža podrazumijeva razdoblje nazočnosti strojara na dužnosti u brodskoj strojarnici ili na zapovjednome mostu.
Povezani članci:
- Žudije
- Zbor narodne garde
- 1. hrvatski gardijski zbor
- Počasno-zaštitna bojna
- Granični nadzor
- Obalna straža Republike Hrvatske
- Obalna straža SAD-a

## Vanjske poveznice
- Hrvatski jezični portal: strâža
- Šibenska gradska straža  Arhivirana inačica izvorne stranice od 8. prosinca 2013. (Wayback Machine)
- Večernji.hr – Davor Ivanković: »Kotromanović: Vojska vojnicima, a straža – zaštitarima«
- Hrvatski vojnik.hr – Kontraadmiral Ante Urlić, zapovjednik HRM-a: »Pozicioniranje Obalne straže Republike Hrvatske«  Arhivirana inačica izvorne stranice od 16. siječnja 2014. (Wayback Machine)